# 秡川寿美礼
秡川 寿美礼（はらいかわ すみれ、1962年6月20日 - ）はインテリア執筆者。
ラジオ出演やセミナー講師、インテリアコラムの記事執筆を通し、暮らしやすいライフスタイルとエンテリアを提案している。

## 人物
- 神奈川県生まれ
- 初めててがけたのは両親と住む実家。両親の庭仕事の負担軽減、介護時のことを考慮し、もともと2階建てだったものを平屋に改築。
- その後は着実に経験を積んでいき、オリジナル壁紙の客室や足元に間接照明をつけたベッドなど顧客に寄り添った設計をしている。
- ”暮らしやすさ”を基準にしているため、依頼主の人生が快適になるよう、適切な家具配置や収納プランを加味した設計が得意。
- 1997年に株式会社木型屋のむすめの仕事部屋を経て独立。
- 翌1998年に有限会社エル・エル・プランニングを設立。
- 「ライフスタイルからインテリアをデザインする」という独自の発想と設計手法で、家具、カーテンなどのセ レクトから、造作家具やリフォームの設計まで、トータルなインテリア空間デザインを得意[1]とする
- 趣味はクラシックバレエと身体づくりのトレーニング。被災地のボランティアでバレエの出張公演もこなす。

## 著書
- 『住まいのインテリア設計』秀和システム (2013/7/31)

## 連載
- ディノスHOUSE STYLING　「インテリアコンシェルジュ」
- ライブドアニュース　不動産カテゴリー
- パイオニア　ライフルタイルネット.com　『理想の音との暮らし』[2]

## テレビ出演
- NHK『あさいち』
- テレビ東京『インテリア日和』

## 資格
- インテリアコーディネーター
- マンションリフォームマネージャー